# Hans Fries
Hans Fries (ur. ok. 1460-65 we Fryburgu, zm. ok. 1518-20 w Bernie) – szwajcarski malarz i rysownik przełomu późnego gotyku i wczesnego renesansu.

## Życie
Był synem piekarza. Prawdopodobnie był uczniem Heinricha Bichlera. Od 1488 działał w Bazylei, gdzie wstąpił do bazylejskiego cechu "Pod niebem" i był radnym miasta. Po 1497 przebywał w Augsburgu i w Ulm. W l. 1501-1510 był malarzem miejskim we Fryburgu. Od 1917 aż do śmierci działał w Bernie. 

## Twórczość
Tworzył pod wpływem Michaela Pachera i Hansa Burgkmaira. Malował głównie obrazy ołtarzowe  (Ołtarz Sądu Ostatecznego – ok. 1502, Dzieła miłosierdzia - ok. 1505, Ołtarz św. Antoniego - 1506, Ołtarz św. Jana - ok. 1507, Ołtarz Maryjny – 1512), których poszczególne kwatery znajdują się obecnie w kilku muzeach niemieckich i szwajcarskich. Ilustrował też m.in. Kronikę wojen burgundzkich Petera von Molsheima.  

### Wybrane dzieła
- Stygmatyzacja św. Franciszka –  1501, 66 x 57 cm, Stara Pinakoteka, Monachium
- Koronacja Najświętszej Maryi Panny –  1512, 64 x 106 cm, Kunsthalle w Hamburgu
- Chrystus dźwigający krzyż  –  1502, 81 × 164 cm, Kunstmuseum, Berno
- Ołtarz Dzieł Miłosierdzia –  ok. 1505, 324 x 76 cm, Muzeum Sztuki i Historii, Fryburg
- Wizje św. Jana –  ok. 1507, 130 × 32 cm, Landesmuseum, Zurych
- Św. Jan we wrzącym oleju –  1514, 125 × 75 cm, Muzeum Sztuki w Bazylei
- Ścięcie Jana Chrzciciela –   1514, 124 x 76 cm, Muzeum Sztuki w Bazylei
- Św. Jan Ewangelista głoszący kazanie przed Herodem –  1514, 124 x 76 cm, Muzeum Sztuki w Bazylei